# Kathiarbar-Gir Laub-Trockenwälder

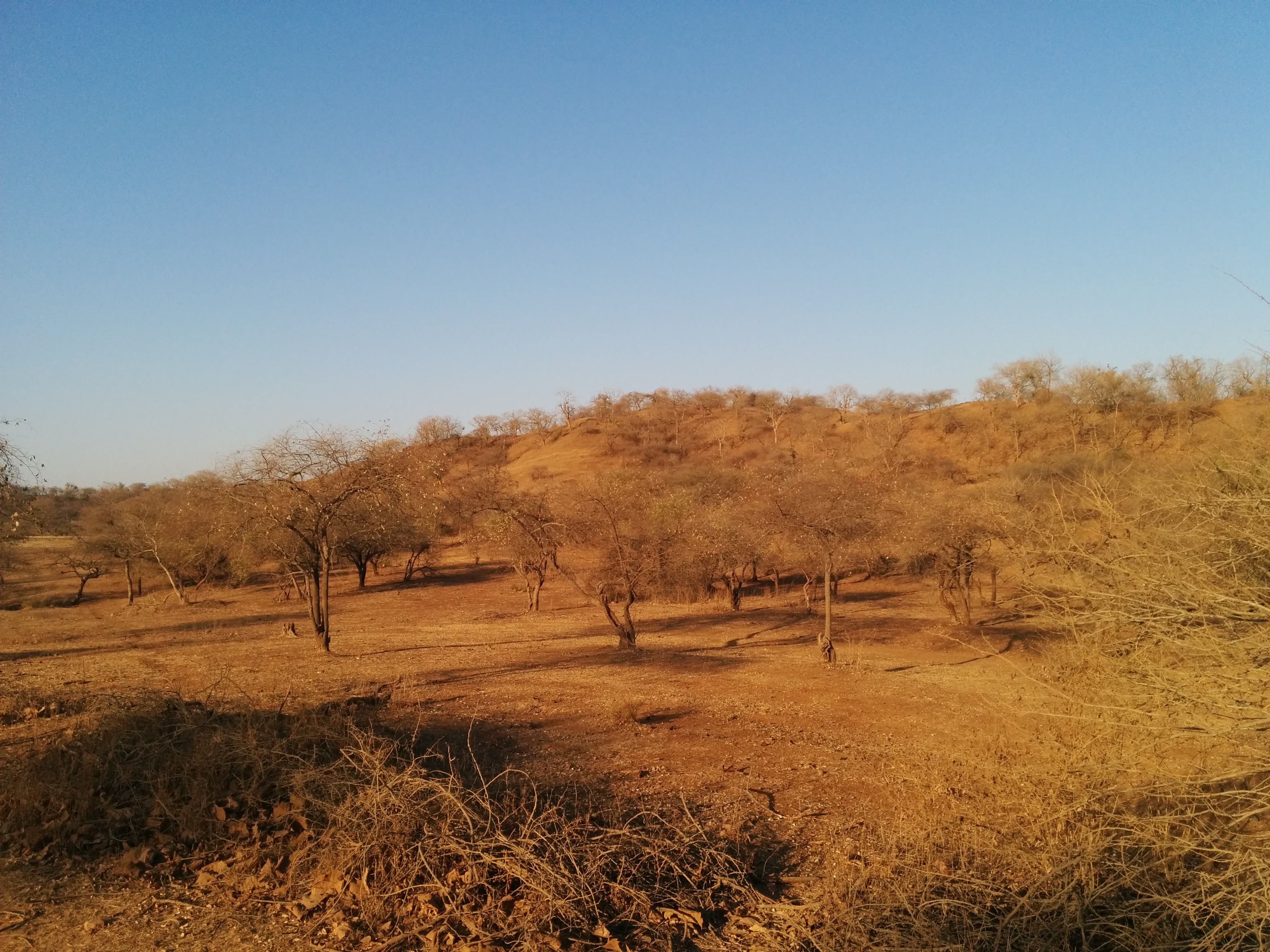
Baumvegetation im Gir-Nationalpark

Die Kathiarbar-Gir Laub-Trockenwälder (englisch Kathiarbar-Gir Dry Deciduous Forests) sind eine Ökoregion von tropischen und subtropischen Trockenwäldern im Westen Indiens. Zu dieser Ökoregion gehört auch der Gir-Nationalpark in Gujarat, wo die letzte Population des Asiatischen Löwen beheimatet ist.

## Geographie
Die Kathiarbar-Gir Wälder verteilen sich auf ein großes Gebiet. Der Hauptteil der Ökoregion erstreckt sich über das Aravalligebirge, mit dem höchsten Punkt auf 1.721 m über dem Meer am Mount Abu, und über die Osthälfte von Rajasthan. Von dort reichen sie bis nach Ost-Gujarat und in die Malwa-Region von Madhya Pradesh. Ein kleines Reliktgebiet liegt am Berg Girnar auf der KathiawarHalbinsel im Westen von Gujarat.
Die trockeneren Nordwestlichen Dornbusch-Trockenwälder erstrecken sich westlich davon und bedecken den Rest der Kathiawar-Halbinsel und den Streifen von Rajasthan der zwischen dem Aravalligebirge und der Thar-Wüste. Im Nordwesten geht die Ökoregion über in die Wälder der Feucht-Laubwälder der Oberen Gangesebene. Im Südosten schließen sich die Trocken-Laubwälder des Narmada-Tal am Vindhyagebirge und entlang des Narmada-Tales an. Die Ökoregion grenzt auch an die Feucht-Laubwälder der Nordwestlichen Ghats (Westghats) im südöstlichen Gujarat.
Das Klima ist ein Monsunklima. Der größte Teil der Niederschläge mit 550 bis 700 mm im jährlichen Durchschnitt geht im Juni bis September nieder. Die Temperaturen klettern oft über 40 °C. Die höher gelegenen Bergregionen der Aravallis bleiben kühler und die windzugewandten Berghänge, meistens Südosthänge, erhalten mehr Niederschläge. Die Landschaft wird durch Dornbüsche, Einzelbäume und Felsen gegliedert.

## Flora
Die Vegetation hat eine hohe Diversität, abhängig von Feuchtigkeitsangebot und Bodenbeschaffenheit. Die Wälder sind im Allgemeinen dreistöckig aufgebaut. Das Kronendach erreicht höhen von 15 bis 25 m. Die Wetterseiten werden vor allem von Teakbaum (Tectona grandis), Bengalischer Quitte (Aegle marmelos), Boswellia serrata, Desmodium oojeinense, Ebenholzbäumen (Diospyros spp.), Asiatischer Kapokbaum, Sterculia urens, Amlabaum, Dalbergia paniculata und Terminalia elliptica. Anogeissus pendula und Acacia catechu kommen an trockeneren Standorten vor. Mount Abu wird in seinen Höhenregionen von Koniferen bedeckt. Dornbuschwälder mit Euphorbia caducifolia, Maytenus emarginata, Acacia senegal, Commiphora mukul (Guggul), Wrightia tinctoria, Flueggea leucopyrus, Grewia tenax und Grewia villosa kommen an den steinigen Hängen des Aravalligebirges und an anderen abgeholzten Stellen vor. In diesen Wäldern kommen auch die endemischen Dicliptera abuensis, Strobilanthes halbergii und Veronica anagallis vor. Entlang der Flüsse wachsen Dattelpalmen (Phoenix sylvestris) und Feigenbäume (Ficus racemosa).

## Fauna
In den Schutzzonen kommen 80 Säugetierarten vor. Unter anderem Asiatischer Löwe (Panthera leo persica), Indischer Leopard (Panthera pardus fusca), Indischer Wolf (Canis lupus pallipes) und Streifenhyäne (Hyaena hyaena). Für diese Raubtiere gibt es ein großes angebot an Beutetieren, wie zum Beispiel Vierhornantilope (Tetracerus quadricornis), Hirschziegenantilope (Antilope cervicapra) und Indische Gazelle (Gazella bennettii) sowie weitere Pflanzenfresser. Nennenswerte Vogelarten sind Indische Trappe (Ardeotis nigriceps), Flaggentrappe (Eupodotis indica) und Weißschwingen-Meise (Parus nuchalis).

## Naturschutz
Die Bevölkerung in der Region nimmt beständig zu und viele der Habitate sind bereits durch Feuerholzgewinnung und Überweidung geschädigt. Neben dem Gir-Nationalpark sind noch Ranthambore National Park und Sariska Tiger Reserve als Schutzgebiete ausgewiesen, die dem Project Tiger zugeordnet sind. Weiter Schutzgebiete sind Balaram Ambaji Wildlife Sanctuary und Gandhi Sagar Sanctuary. Auch die Jaisamand-See, Kumbhalgarh und Mount Abu sind in Schutzgebiete integriert.

## Trivia
Ein Buch aus Wikipedia-Artikeln (Norton Fausto Garfield: Kathiarbar-Gir Dry Deciduous Forests) ist 2012 erschienen.